# Борис Колчев
Борис Борисов Колчев е български офицер и политик от първата половина на ХХ век.

## Биография
През 1912 година завършва Военно училище в София. Между 1912 и 1918 година участва в Балканската и Първата световна войни, като по време на първата е офицер по железопътното движение. Също така е ръководител на строителството на жп линията Кичево-Охрид-Струга. През 1923 година става един от основателите на Държавното железопътно училище.
През 1931 година завършва финансово-административния отдел на Свободния университет (сега УНСС). Между 1934 и 1942 година е главен директор на железниците и пристанищата в България. През 1935 г. е избран за председател на управителния съвет на контролираното от Асен Николов Българско търговско параходно дружество.  През 1944 година е назначен за министър на железниците, пощите и телеграфите, както и за временно управляващ министерството на обществените сгради, пътищата и благоустройството.
Осъден на смърт от Народния съд, пет милиона лева глоба и конфискация на имуществото. Екзекутиран през 1945 г. от комунистическия режим установен в България след преврата от 1944 г. Реабилитиран от Върховния съд посмъртно на 26 август 1996 година.